# Foire du livre de Francfort
Pour les articles homonymes, voir Foire du livre.
La Foire du livre de Francfort (Frankfurter Buchmesse) est la plus grande foire du monde dans le domaine de l'édition. Elle se tient tous les ans pendant cinq jours à la mi-octobre à Francfort-sur-le-Main en Allemagne et rassemble environ 300 000 visiteurs pour 7 000 exposants.

## Histoire
La Foire du livre de Francfort remonte à plus de 500 ans. Avant l'apparition des livres imprimés, la foire commerciale de Francfort était un lieu de commerce de manuscrits depuis le 12e siècle. Une foire des imprimeurs et des éditeurs a vu le jour dans les décennies qui ont suivi la mise au point par Johannes Gutenberg de l'impression à caractères mobiles à Mayence, près de Francfort. Bien qu'on ne connaisse pas l'année exacte de fondation de la Foire du livre, elle existait déjà en 1462, année où les imprimeurs Johann Fust et Peter Schöffer, successeurs de Gutenberg, ont transféré leurs activités à Francfort.
La foire est devenue le principal  lieu d'échange des livres, mais aussi une plaque tournante pour la diffusion des textes écrits. Pendant la Réforme, la foire est fréquentée par des marchands qui testent le marché des nouveaux livres et par des érudits à la recherche de nouveaux ouvrages.
Jusqu'au xviie siècle, la foire du livre de Francfort était la plus importante d'Europe. Elle a ensuite été éclipsée par celle de Leipzig pendant les Lumières en raison des développements politiques et culturels.
Après la Seconde Guerre mondiale, à partir de 1949, la foire s'est à nouveau tenue à l'église Saint-Paul et a retrouvé sa place prépondérante.

## Organisation moderne

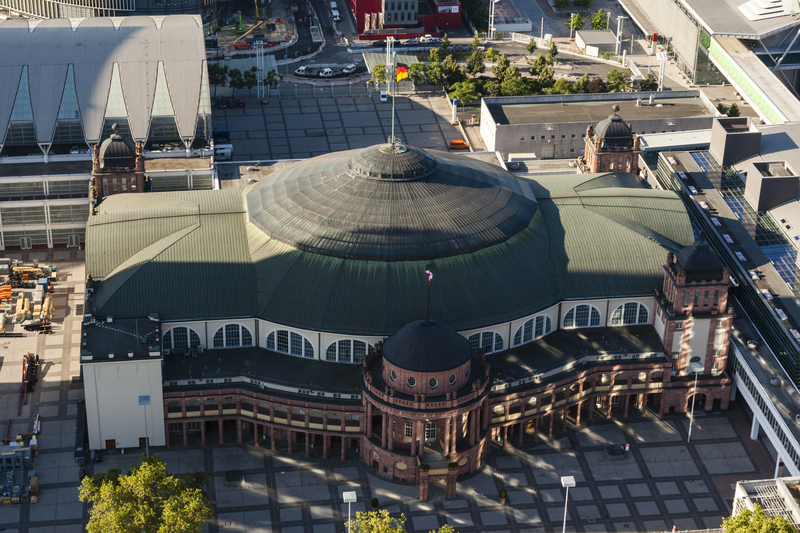
Festhalle de Francfort, bâtiment historique de la foire.

C'est tout d'abord pour négocier les droits d'auteurs et pour se retrouver « en bonne famille » chaque année que la foire du livre se tient à Francfort. Les trois premiers jours (du mercredi au vendredi) la foire est accessible exclusivement aux visiteurs du métier, tandis que le samedi et le dimanche elle est accessible à quiconque. Les lecteurs s'intéressent beaucoup à la foire parce que les grands journaux allemands publient des feuilletons spéciaux traitant des nouveautés de la saison dans tous les domaines des éditions, y compris la science. Plus de 12 000 journalistes en provenance d'environ cent pays écrivent sur la foire[réf. souhaitée].
Souvent, le Prix Nobel de littérature est annoncé pendant la foire, rendant d'autant plus important l'évènement, pour le public et pour l'éditeur lui-même.

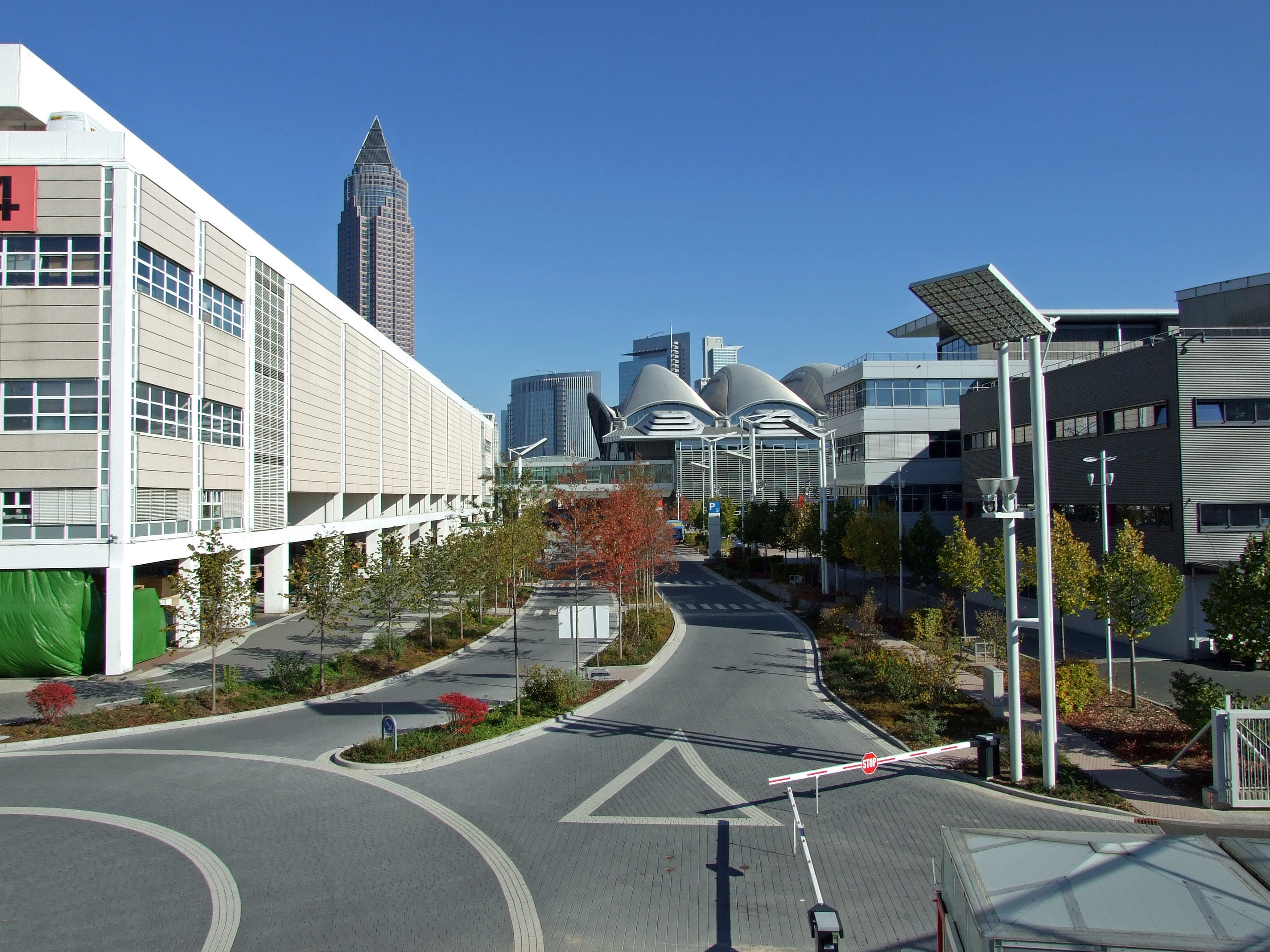
Bâtiments modernes du Parc des expositions.

Chaque année, il y a un invité d'honneur, c'est-à-dire qu'on met l'accent sur une littérature de ce pays ou d'une certaine région.
| Année | Invité d'honneur / Thème             | Année | Invité d'honneur / Thème |
| ----- | ------------------------------------ | ----- | ------------------------ |
| 1976  | Amérique latine                      | 2005  | Corée du Sud             |
| 1978  | Littérature d'enfance et de jeunesse | 2006  | Inde                     |
| 1980  | Afrique subsaharienne                | 2007  | Pays catalans            |
| 1982  | Religion                             | 2008  | Turquie                  |
| 1984  | George Orwell                        | 2009  | Chine                    |
| 1986  | Inde                                 | 2010  | Argentine                |
| 1988  | Italie                               | 2011  | Islande                  |
| 1989  | France                               | 2012  | Nouvelle-Zélande         |
| 1990  | Japon                                | 2013  | Brésil                   |
| 1991  | Espagne                              | 2014  | Finlande                 |
| 1992  | Mexique                              | 2015  | Indonésie                |
| 1993  | Flandre et Pays-Bas                  | 2016  | Flandre et Pays-Bas      |
| 1994  | Brésil                               | 2017  | France                   |
| 1995  | Autriche                             | 2018  | Géorgie                  |
| 1996  | Irlande                              | 2019  | Norvège                  |
| 1997  | Portugal                             | 2020  |                          |
| 1998  | Suisse                               | 2021  | Canada                   |
| 1999  | Hongrie                              | 2022  | Espagne                  |
| 2000  | Pologne                              | 2023  | Slovénie                 |
| 2001  | Grèce                                | 2024  | Italie                   |
| 2002  | Lituanie                             | 2025  | Philippines              |
| 2003  | Russie                               | 2026  | République tchèque       |
| 2004  | Monde arabe                          |       |                          |

C'est au dernier jour de la foire du livre, un dimanche, que le Prix de la paix des libraires allemands est décerné à l'église Saint-Paul.

## Controverses
La Turquie et la Chine ont fait l'objet de critiques du fait des problèmes de libertés politiques et d'expression dans ces pays.
En 2007, année dédiée à la littérature catalane, la Foire est critiquée par des médias espagnols et allemands. Le magazine allemand Der Spiegel la qualifie de « bornée » pour son refus d'inclure les nombreux auteurs catalans qui écrivent en espagnol,,.
En octobre 2023, peu après le démarrage de la guerre à Gaza, la Foire du livre de Francfort déclare vouloir rendre les voix israéliennes « audibles ». La société littéraire LitProm, organisatrice du prix et la Foire du livre de Francfort, font également savoir que le LiBeraturpreis ne sera pas remis à l’écrivaine palestinienne Adania Shibli pour son roman Un Détail mineur sur le viol et le meurtre d'une jeune fille palestinienne par des soldats israéliens en 1949. En réponse, l'Association des éditeurs des Émirats et l'Association des éditeurs arabes annulent leur participation. Lors de la cérémonie d'ouverture, le philosophe slovène Slavoj Žižek critique Litprom et la Foire pour cette raison, qui suscite également la protestation de plus de six cents écrivains dans une tribune du Monde, qui accusent les organisateurs de la foire de « réduire l’espace accordé aux voix palestiniennes ».
En 2024, alors que l'Italie est le pays invité, les auteurs critiques Roberto Saviano et Antonio Scurati ne figurent pas sur la liste des 100 auteurs italiens présents à la Foire. Plusieurs journaux y voient un gage donné par la Foire au gouvernement d'extrême-droite de Georgia Meloni et s'inquiètent de la normalisation du gouvernement italien.